# 隆格维莱特
隆格维莱特（法語：Longuevillette，法語發音：[lɔ̃ɡvilɛt]）是法国上法蘭西大區索姆省的一个市镇，属于亚眠区。

## 地理
隆格维莱特（50°7'46"N, 2°16'24"E）面积2.06 平方千米，位于法国上法蘭西大區索姆省，该省份为法国北部沿海省份，北起加来海峡省和北部省，西接滨海塞纳省和大西洋英吉利海峡，南至瓦兹省，东临埃纳省。
与隆格维莱特接壤的市镇（或旧市镇、城区）包括：埃姆-阿尔丹瓦勒、康达、菲安维莱尔、热赞库尔。

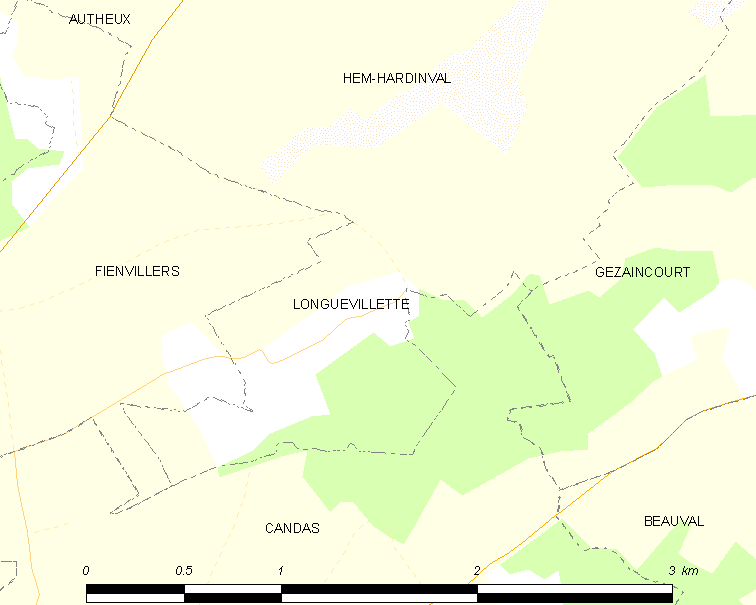
隆格维莱特的OSM定位图

隆格维莱特的时区为UTC+01:00、UTC+02:00（夏令时）。

## 行政
隆格维莱特的邮政编码为80600，INSEE市镇编码为80491。

## 政治
隆格维莱特所属的省级选区为杜朗县。

## 人口

1962-2008年间隆格维莱特人口变化图示

隆格维莱特于2022年1月1日时的人口数量为70人。